# ستيف بف
ستيف بف (بالإنجليزية: Steve Pugh)‏ هو سياسي أمريكي، ولد في 1 أبريل 1961 في هاموند في الولايات المتحدة. حزبياً، نشط في الحزب الجمهوري. وقد انتخب عضو مجلس نواب لويزيانا.